# Haber & Brandner
Die Georg Haber & Joh. L. L. Brandner GmbH ist ein deutsches Restaurierungsunternehmen mit Sitz in Regensburg und Berlin.

## Geschichte

### Haber & Brandner
Das Unternehmen Haber & Brandner entstand im Jahr 1987 aus dem Zusammenschluss der alteingesessenen Firmen Johann L. L. Brandner AG und den Werkstätten für Kirchliche Kunst Georg Haber in Regensburg. Bis in die Mitte der 1980er Jahre waren die Brandner AG und Haber konkurrierende Betriebe auf dem Gebiet der Produktion von Kirchengerät. Nach wirtschaftlichen Schwierigkeiten wurde die Brandner AG verkauft und an Stelle der ehemaligen Werkstätten am Oberen Wöhrd das Hotel Sorat errichtet. Die Belegschaft von Brandner fand bei Haber neue Arbeitsplätze. Seit 1987 firmiert dieser Betrieb unter dem Namen Georg Haber & Johann L. L. Brandner GmbH unter der Geschäftsleitung von Georg J. Haber.
Seitdem ist Haber & Brandner immer noch einer der führenden Kirchengerätehersteller, hat sich aber parallel dazu zu einer europaweit tätigen Werkstatt für Metallrestaurierung entwickelt.

### Die Johann L. L. Brandner AG

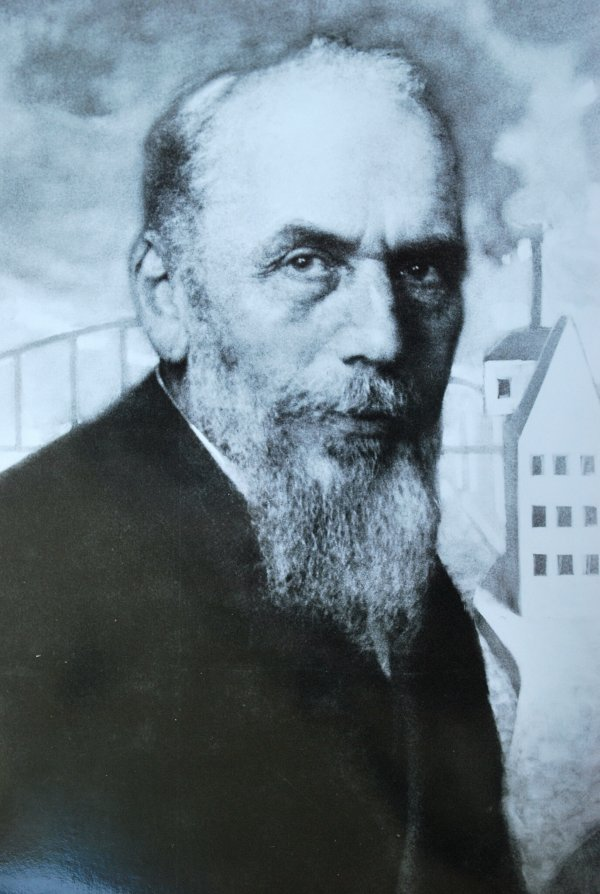
Johann L. L. Brandner um 1920

Im Jahr 1860 meldete Johannes Brandner, ein findiger Handwerksmeister und Patenttüftler, seine Firma für Metalldreherei und Drechslerei in Regensburg an. Die eigentliche Geschichte der Firma Brandner begann jedoch mit seinem Sohn, Johann Ludwig Leonhard Brandner, der 1889 die Werkstatt übernahm. In einer nahezu exemplarisch für die Gründerzeit stehenden Erfolgsstory gestaltete Johann L. L. Brandner diesen handwerklichen Kleinbetrieb in kurzer Zeit zur wohl größten Kirchengerätefabrik Mitteleuropas. In den Jahren bis 1909 entstanden die umfangreichen Werkstätten und Betriebsanlagen direkt an der Donau. In der Blütezeit vor dem Ersten Weltkrieg waren beim Brandner über 130 Mitarbeiter beschäftigt. Die Fabrik war damit ein wichtiger Wirtschaftsfaktor in der Stadt.
Johann L. L. Brandner starb 1924. Seinem Neffen Hans Schneider hatte er testamentarisch die Geschäftsleitung der Silber- und Metallwarenfabrik übertragen, die im darauf folgenden Jahr in eine Aktiengesellschaft umgewandelt wurde. Schneider führte den Betrieb erfolgreich durch die folgenden, von Krisen durchzogenen Jahrzehnte bis 1952.
Der leitende Metallbildner und Gestalter in den Werkstätten war in den Jahren 1920 bis 1942 Franz Weichmann, der nach der Lehre als Ziseleur und Graveur bei Brandner die staatliche Kunstgewerbeanstalt in Aachen absolviert hatte. Danach leitete Adolf Engl, ein akademisch ausgebildeter Goldschmied und Metallkünstler, bei Brandner die Geschäfte von 1952 bis ins Jahr 1976.
Die Jahre nach Engl waren geprägt von wirtschaftlichen Problemen, ausgelöst von der rückläufigen Nachfrage nach kirchlichem Gerät und der immer stärker auf den Markt drängenden, billig anbietenden Konkurrenz aus Südeuropa. Die Geschichte dieses Betriebs mündete 1987 als Umfirmierung in die Georg Haber & Johann L. L. Brandner GmbH.

### Georg Haber – Werkstätten für kirchliche Kunst

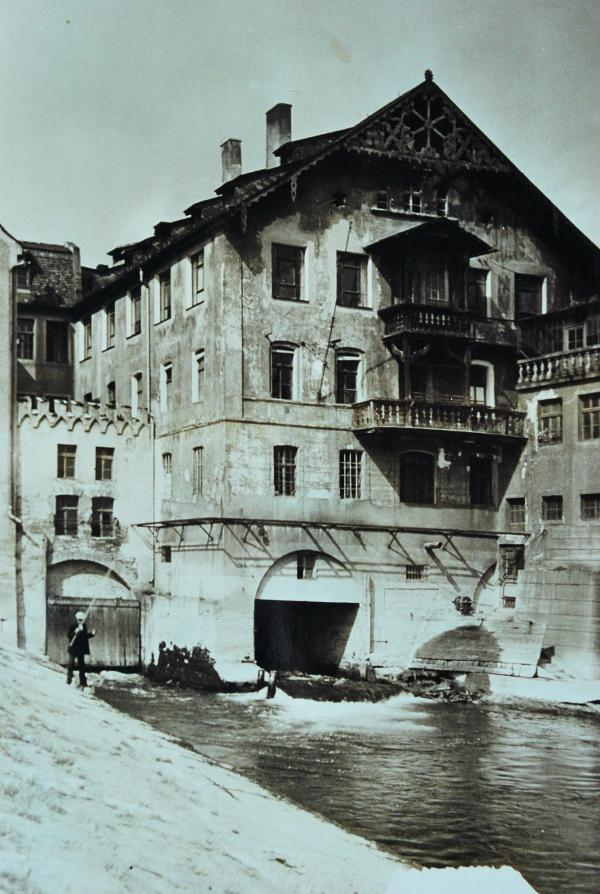
Brandner Werkstätten in Regensburg / Oberer Wöhrd um 1910

1905 gründete Georg Friedrich I. Haber nach seiner Ausbildung bei dem Regensburger Kirchengerätehersteller Deplaz eine Metalldrückerei. Wenige Jahre später etablierte sich das Unternehmen als Metalldrückerei und Dreherei, Fabrikation und Handel mit kirchlichem Gerät im heutigen Geschäftshaus am Schwanenplatz 1, früher Kalmünzergasse 7, in Regensburg. Trotz dem Zusatz „Fabrikation“ blieb die Werkstatt Haber im Gegensatz zu Brandner immer stark kunsthandwerklich orientiert, Massenproduktion war nicht vorgesehen. Der Familienbetrieb achtete zudem auf übersichtliche Strukturen, auch die Zahl der Mitarbeiter war diesen Umständen angepasst.
Im Jahr 1935 übernahm Georg Friedrich II. Haber den Betrieb, den er bis zu seinem Tod 1965 als Gürtlermeister und Ziseleur leitete. Sein Sohn Georg Maximilian Haber, Gürtler- und Metalldrückermeister, führte das Familienunternehmen im traditionell handwerklichen Sinne fort. Zusammen mit seinem Werkstattleiter Max Weiß, Silberschmiedemeister und Designer, begegnete er dem übermächtigen Konkurrenten Brandner mit eigenen, modernen Gestaltungen.
1982 trat sein Sohn Georg Josef Haber in das Unternehmen ein und 1985 wurde er Geschäftsführer bei Brandner. Im Jahr 1987 gründeten sie gemeinsam den neuen Betrieb Haber & Brandner. Seit dem Tod seines Vaters leitet Georg J. Haber jetzt in der vierten Generation die Werkstätten Haber & Brandner.

### Weltweiter Export im 19. Jahrhundert
Regensburg war seit der Mitte des 19. Jahrhunderts unter dem Einfluss katholischer Kleriker zu einem bedeutenden Zentrum der Kirchengeräteherstellung geworden, von hier wurden die katholischen Kirchen im ganzen Gebiet des Deutschen Reichs beliefert.
Die neugegründete Silber- und Metallwarenfabrik Brandner hatte also mächtige Konkurrenz in der Stadt. Die alteingesessenen Silberschmiede- und Gürtlerwerkstätten von Joseph Goetz, Anton F. X. Fröhlich und Johann J. Deplaz beherrschten den Markt mit ihren kunsthandwerklich hergestellten Kirchengeräten.
Brandner setzte seiner Konkurrenz ein neues, modernes Produktions- und Vertriebskonzept entgegen. Seine Werkstätten fertigten die bislang hauptsächlich in mühevoller Handarbeit entstandenen Kirchengeräte mit maschineller Hilfe und modernen Herstellverfahren in größeren Stückzahlen. Der Vertrieb wurde über Produktkataloge und Wiederverkäufer weit über die deutschen Grenzen hinaus bis nach Amerika sehr erfolgreich organisiert. Brandner produzierte auch für den Bedarf der Evangelisch-Lutherischen Kirche.

### Handwerkliche Tradition und Industrialisierung

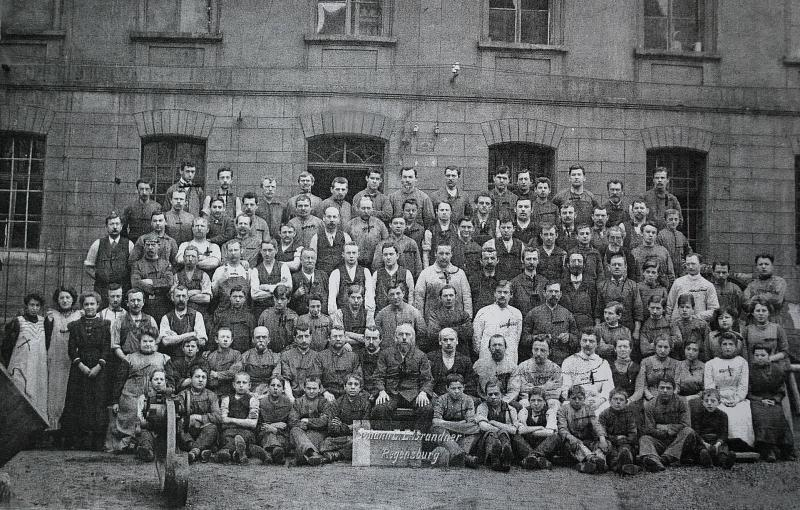
Brandner Belegschaft um 1906

Bei Brandner waren in den besten Jahren über 130 Mitarbeiter beschäftigt, darunter aber im Gegensatz zu den sonstigen Verhältnissen in der produzierenden Industrie nur wenige ungelernte Kräfte. Die Werkstätten waren von Johann L. L. Brandner von Anfang an vollstufig geplant. Alle für die Produktion erforderlichen Berufszweige und Arbeitstechniken waren in den großzügig bemessenen Werkstätten zu finden (Silberschmiede, Gürtler, Ziseleure, Gießer und Formenbauer, Metalldrücker, Spengler, Kunstschmiede und Schlosser, Werkzeugmacher, Dreher, Galvaniseure und Polierer, Technische Zeichner und Verwaltungskaufleute).
Johann L.L. Brandner musste wohl in den ersten Jahren des Aufschwungs seiner Fabrik qualifizierte Mitarbeiter von der Konkurrenz holen, um den Aufträgen nachzukommen. Später wurde in allen genannten Berufen ausgebildet, und das nach den traditionellen handwerklichen Regeln. Eine Ausbildung beim Brandner galt in Regensburg als Grundlage für ein erfolgreiches Berufsleben.
Eine Fabrik im klassischen Sinne war Brandner demnach nie. Dazu war seine Produktion zu vielschichtig und ständig wechselnden Geschmacksströmungen unterworfen.

### Von der Kirchengeräteproduktion zur Restaurierungswerkstatt

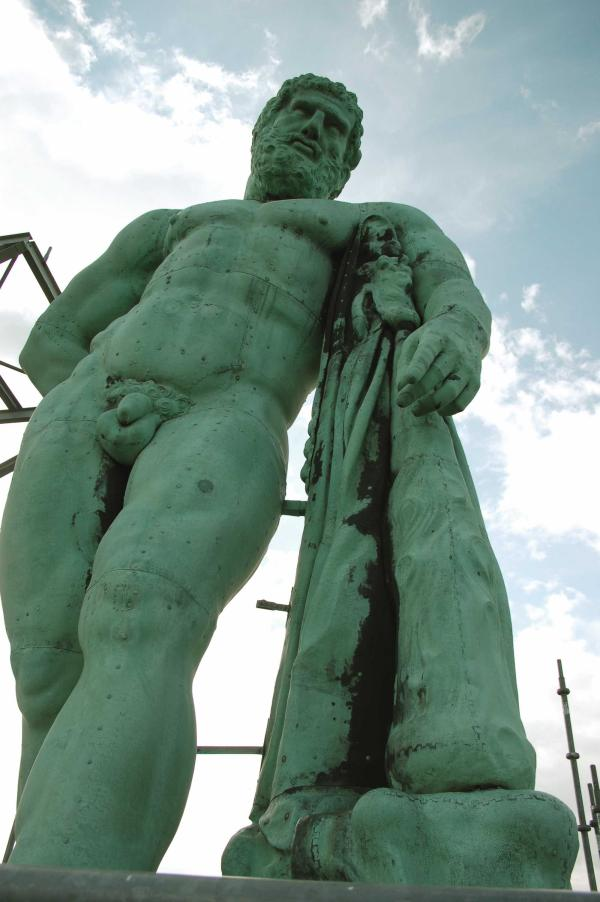
Restaurierung der Herkules-Statue in Kassel

Mit der Erforschung des Regensburger Domschatzes und der Restaurierung des silbernen Domaltars unter Achim Hubel begann eine neue Ära in der kirchlichen Denkmalpflege. Hubel spannte dazu im Jahr 1975 die beiden führenden Regensburger Silberschmiedewerkstätten, eben Haber und Brandner, zusammen. Gemeinsam restaurierten Mitarbeiter der Konkurrenzbetriebe den barocken Altar.
Die Denkmalpflege und ihre Zielsetzungen hatten damit Eingang in die Werkstätten gefunden. Seit seinem Eintritt in den Betrieb 1982 hat Georg J. Haber die Kontakte zur staatlichen und kirchlichen Denkmalpflege intensiviert und die Werkstatt konsequent von dem Schwerpunkt Neuanfertigung hin zur Restaurierungswerkstatt für Geräte und Objekte aus Metall weiterentwickelt.

## Haber & Brandner im 21. Jahrhundert

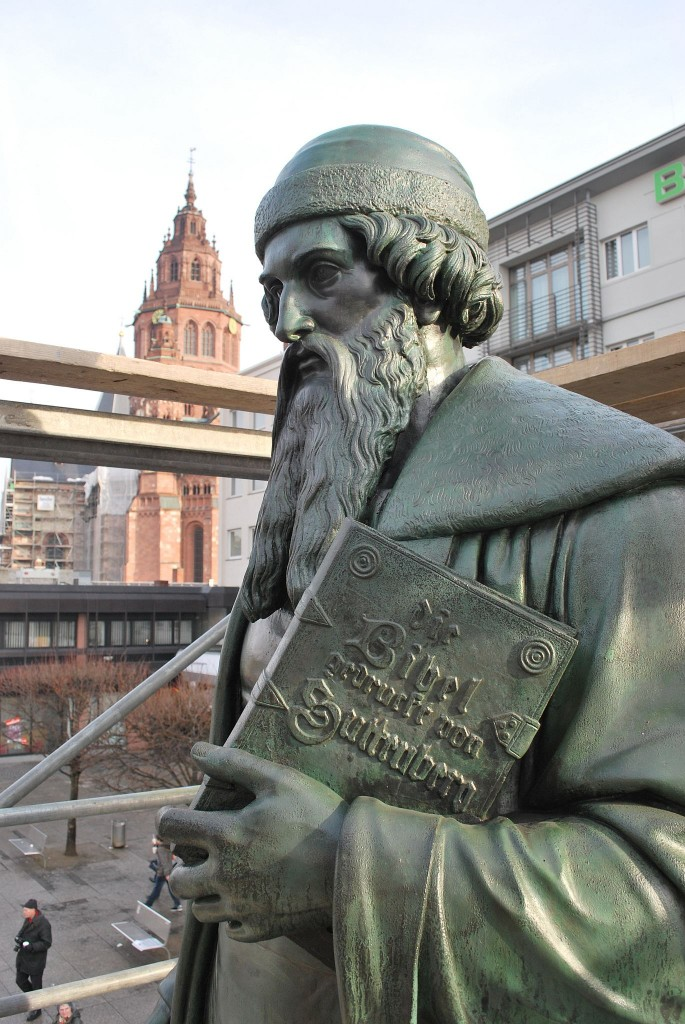
Restaurierung des Gutenberg-Denkmals in Mainz

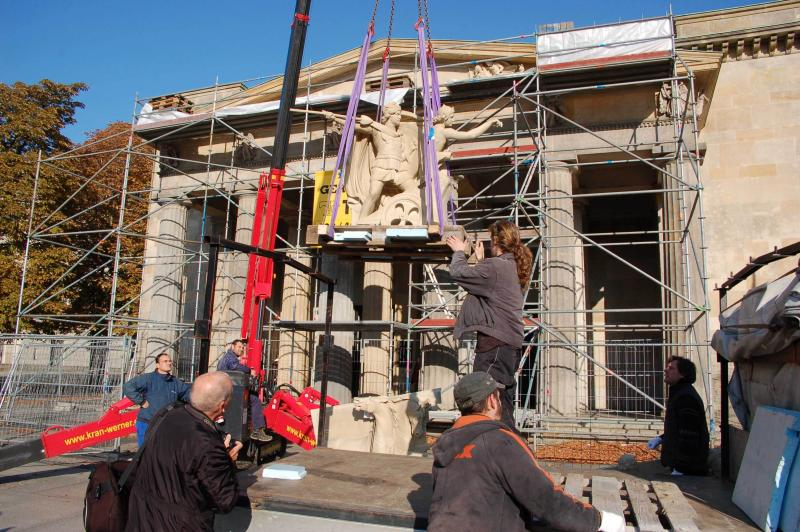
Montage des Giebelreliefs an der Neuen Wache in Berlin

Haber & Brandner mit Sitz in Regensburg und Berlin ist ein Unternehmen mit vierzig Mitarbeitern. Das Arbeitsspektrum der Werkstätten umfasst die Restaurierung historischer Objekte und Kunstwerke aus Gold, Silber, Bronze, Messing, Kupfer, Eisen, Zinn, Zink und Blei. Farbige Fassungen auf Metall, Vergoldungen und Versilberungen sowie im Verbund mit Metallen auftretende organische und anorganische Werkstoffe werden ebenfalls restauriert und konserviert.
Die Berliner Werkstatt hat sich in einem denkmalgeschützten Handwerkerhof in der Lehder Straße in Weißensee etabliert. Die um 1904 entstandenen Gebäude mit über 1.000 m² Werkstattfläche bieten Platz für die umfangreichen Metallrestaurierungsaufgaben in Berlin und den neuen Bundesländern.

### Ausbildung
Die Metallrestaurierungswerkstätten bilden selbst in den Berufen Gold- und Silberschmied, Metallbauer (Kunstschmied und Schlosser), Metallbildner (Gürtler, Graveur und Ziseleur) und Kirchenmaler aus. Zielsetzung der Ausbildung ist die spätere Tätigkeit in der Restaurierung von Kunstobjekten und Kulturgut aus Metall.
Seit 2009 können interessierte Jugendliche ein freiwilliges soziales Jahr im Denkmalschutz in den Werkstätten ableisten. Die Jugendbauhütte ist ein Projekt der Deutschen Stiftung Denkmalschutz.

## Sonstiges
- Der Kunst- und Kupferschmied Peter Trappen begann am 1. Juni 1994 eine Anstellung bei Haber & Brandner. Kurze Zeit später wurde er zum Werkstattleiter befördert. Nach fast 17 Jahren Tätigkeit wurde Trappen am 11. April 2011 in den Ruhestand verabschiedet.[2]